# Петър Боянов
Петър Боянов е български офицер, капитан от артилерията, един от водачите на въоръжената съпротива на русофилите в Княжество България след Контрапреврата от август 1886 година.

## Биография
Боянов завършва софийското Военно училище с първия випуск от 1879 година. Постъпва на служба в милицията на Източна Румелия. Веднага след Съединението с Княжество България е повишен в чин капитан и участва в Сръбско-българската война през 1885 година. По време на преврата и контрапреврата от август 1886 е комендант на Стара Загора. Отстранен е от този пост и от армията през пролетта на 1887, поради несъгласие с политиката на регентите, взели властта след абдикацията на княз Александър Батенберг. След неуспешен опит да вдигне бунт в Стара Загора бяга през турската граница в Одрин. От там през есента на 1887 планира голямо въстание в Югоизточна България, което трябва да обхване района до Чирпан, Казанлък и Сливен. В изпълнение на този замисъл през октомври Боянов преминава границата с чета. По същото време в Бургаско от Турция навлиза друга емигрантска чета, предвождана от капитан Николай Набоков. И двете чети са разбити. Боянов е убит, с което са пресечени и плановете му за въстание.
По други данни сражението с правителствените войски и гибелта на Боянов са на 24 декември 1887 година.